# 酒列磯前神社

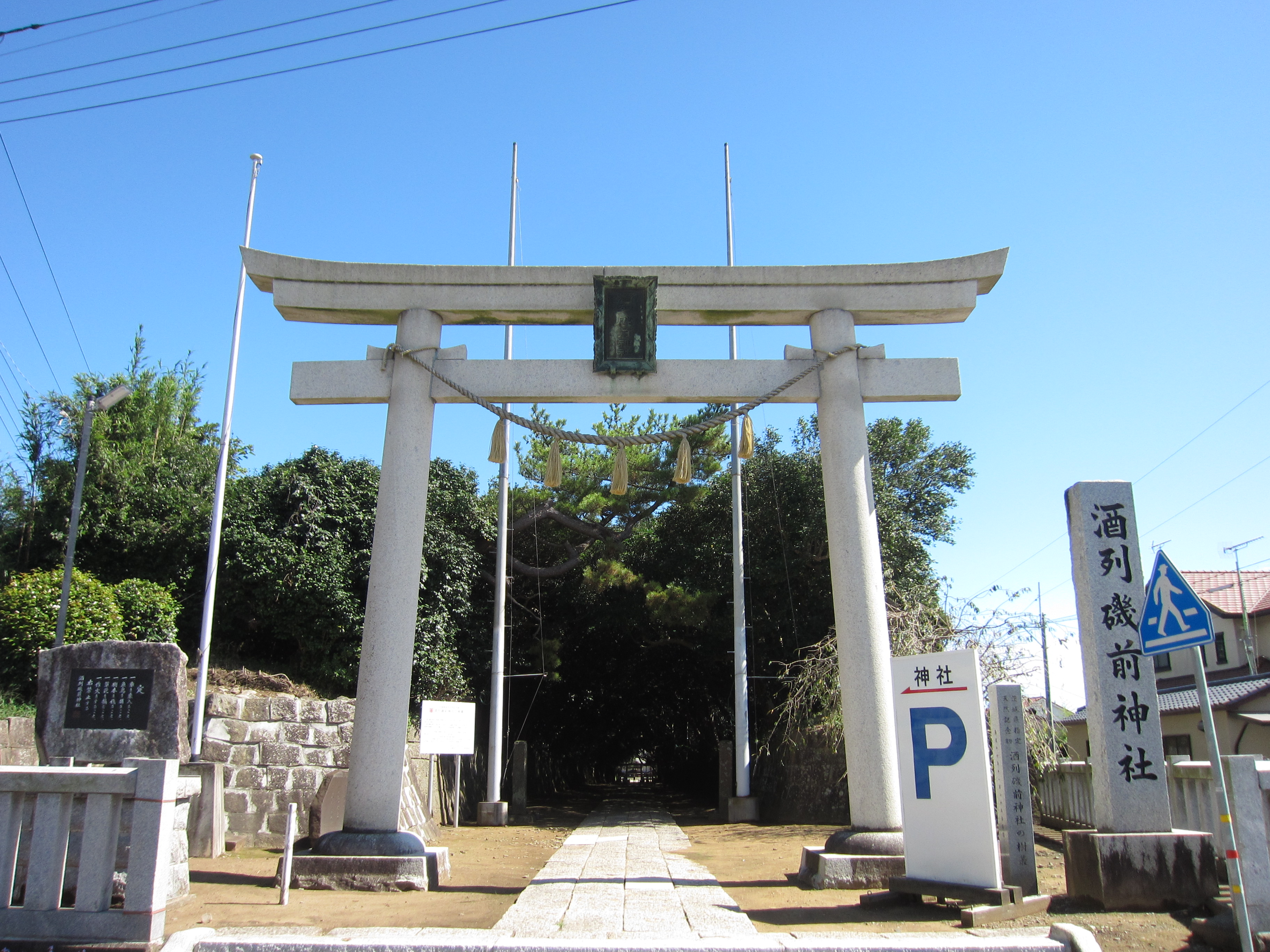
一の鳥居
額「酒列磯前神社」は彰仁親王の書。

酒列磯前神社（さかつらいそさきじんじゃ）は、茨城県ひたちなか市にある神社。式内社（名神大社）。旧社格は国幣中社で、現在は神社本庁の別表神社。

## 概要
茨城県の東部、太平洋に面した岬の丘上に鎮座する。那珂川対岸の大洗町にある大洗磯前神社と深い関係にあると言われ、2社で1つの信仰を形成している。

## 祭神
主祭神
- 少彦名命（すくなひこなのみこと）
大名持命とともに国造りを行ったとされる。

配祀神
- 大名持命 （おおなもちのみこと）
大国主命（大己貴命）の別名。大洗磯前神社祭神で、その分霊。少彦名命の力を借りて国造りを行ったとされる。

国造りにおいて『古事記』・『日本書紀』・『風土記』などの神話では大名持命と少彦名命の2神が併せて登場することから、当社に限らずこの2神の組み合わせで祀る神社は多い。また、当社では少彦名命を七福神のえびす、大名持命を大黒天とも見なしている。

## 歴史

### 創建
『日本文徳天皇実録』によると、斉衡3年（856年）に常陸国鹿島郡の大洗磯前に神が現れたとされる。
そして、大己貴命（大奈母知）が大洗に、少彦名命（少比古奈命）が酒列に祀られ、両社の創建となったと伝えられている。
当社周辺海岸の岩石群は南に約45度に傾斜して並んでいるが、その内の一部の北に傾いた部分、すなわち「逆列（さかつら）」の地名が社名の由来とされる。のちに酒の神様を祀るところから「酒列」となったとされる。

### 概史
『延喜式神名帳』には「常陸国那賀郡 酒烈礒前薬師菩薩神社」と記載され、名神大社に列している。
中世には廃絶し社殿もなくなっていた。近世になって水戸藩2代藩主・徳川光圀により造営の起工がなされ、3代藩主・綱條により現在地に遷座がなされ再興された。旧鎮座地は一の鳥居の辺りと伝えられている。
明治18年（1885年）、近代社格制度において国幣中社に列した。現在では公称を「酒列磯前神社」としている。

### 神階
- 天安元年（857年）8月7日、官社に預かる （『日本文徳天皇実録』）
- 天安元年（857年）10月15日、「薬師菩薩名神」の号を授かる （『日本文徳天皇実録』）

## 境内
拝殿正面上部のリスとブドウの彫刻は、左甚五郎の作とされる。また、二の鳥居左右の狛犬は、昭和の石工・飯塚兵吉の作である。参道の樹叢は椿・タブノキ・スダジイなどからなる広葉樹林で、茨城県の天然記念物に指定されている。
なお現在の一の鳥居近く、比観亭跡周辺が元の社地とされている（現在は小祠が鎮座）。

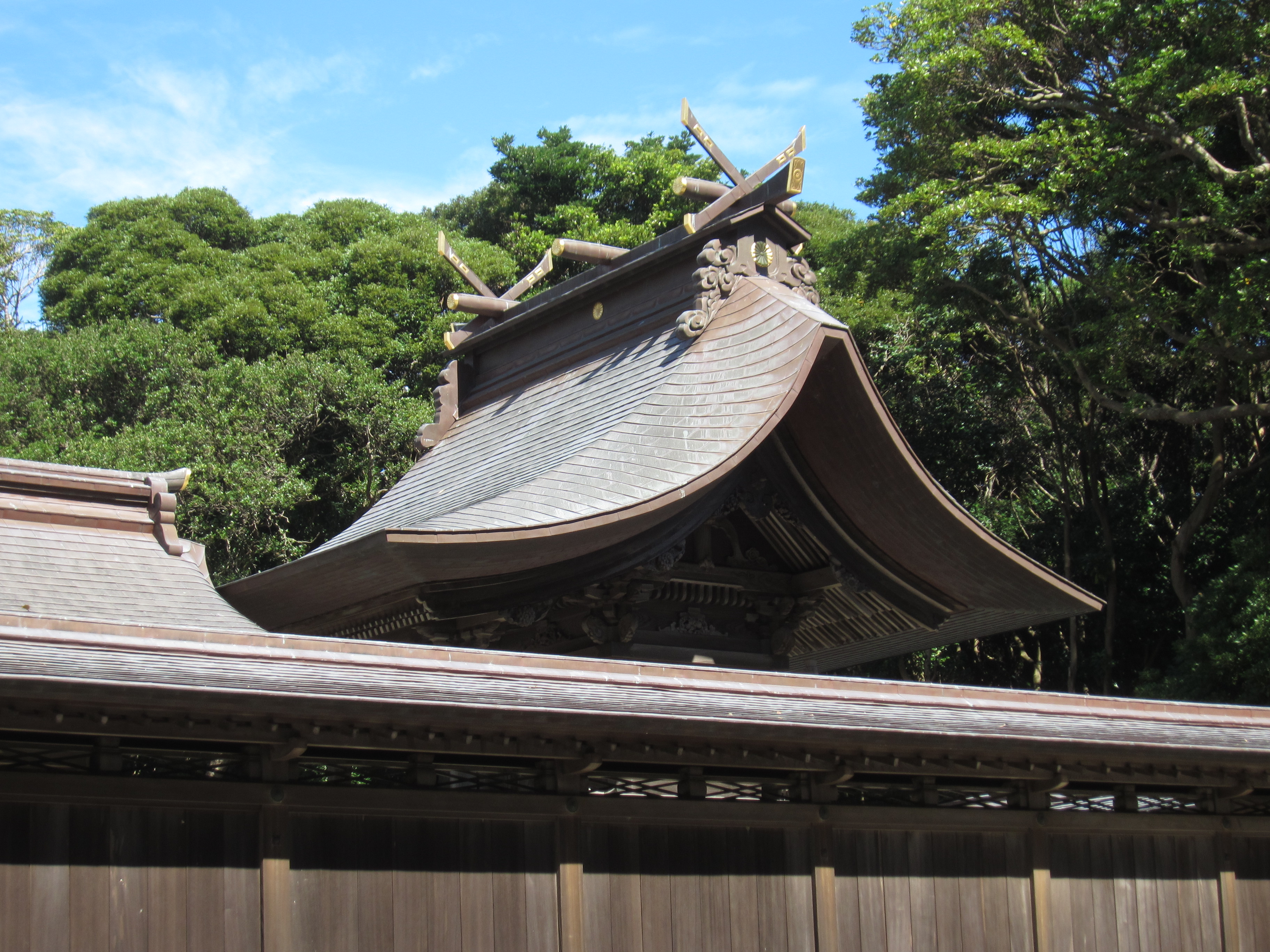
本殿
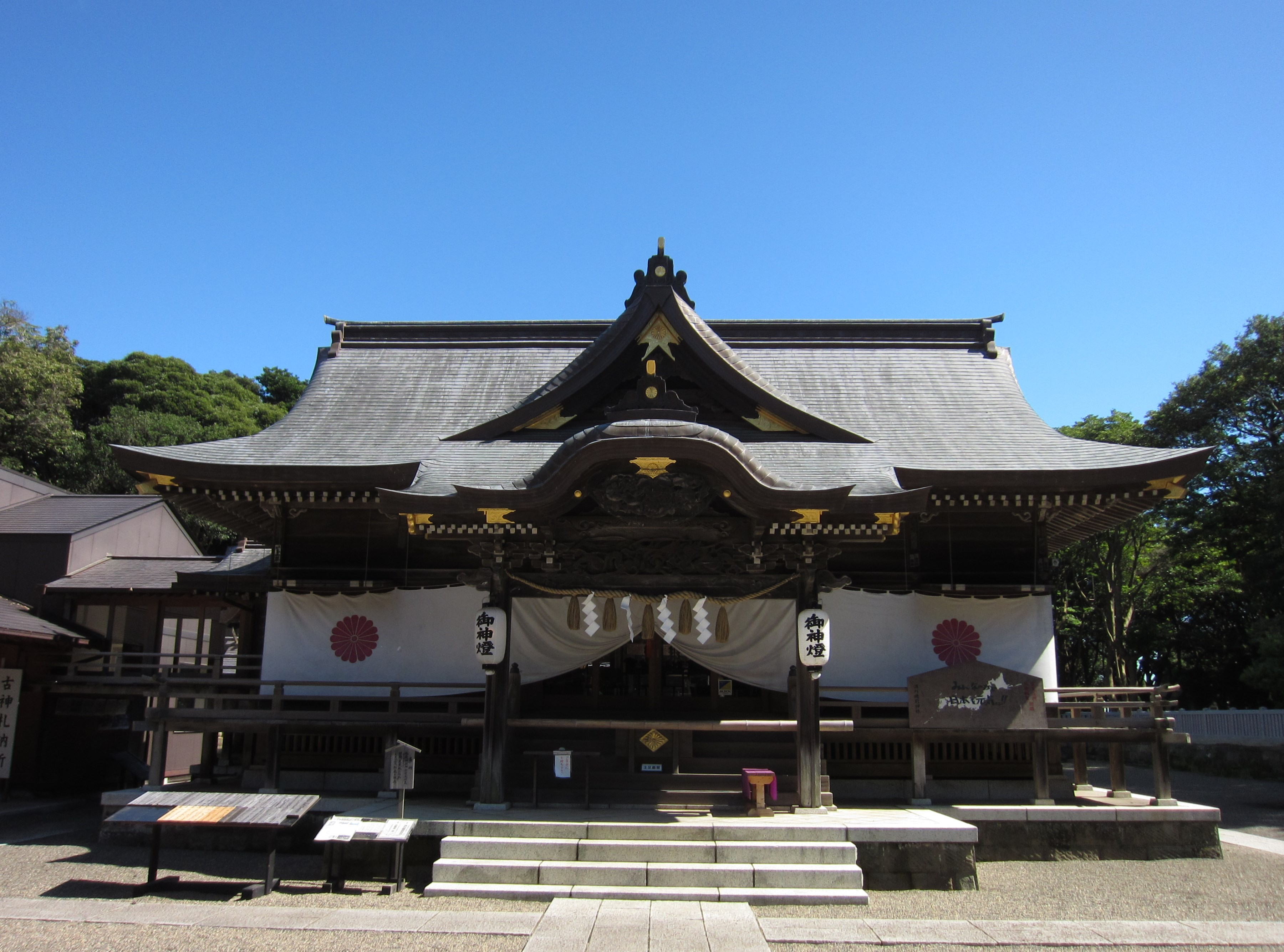
拝殿
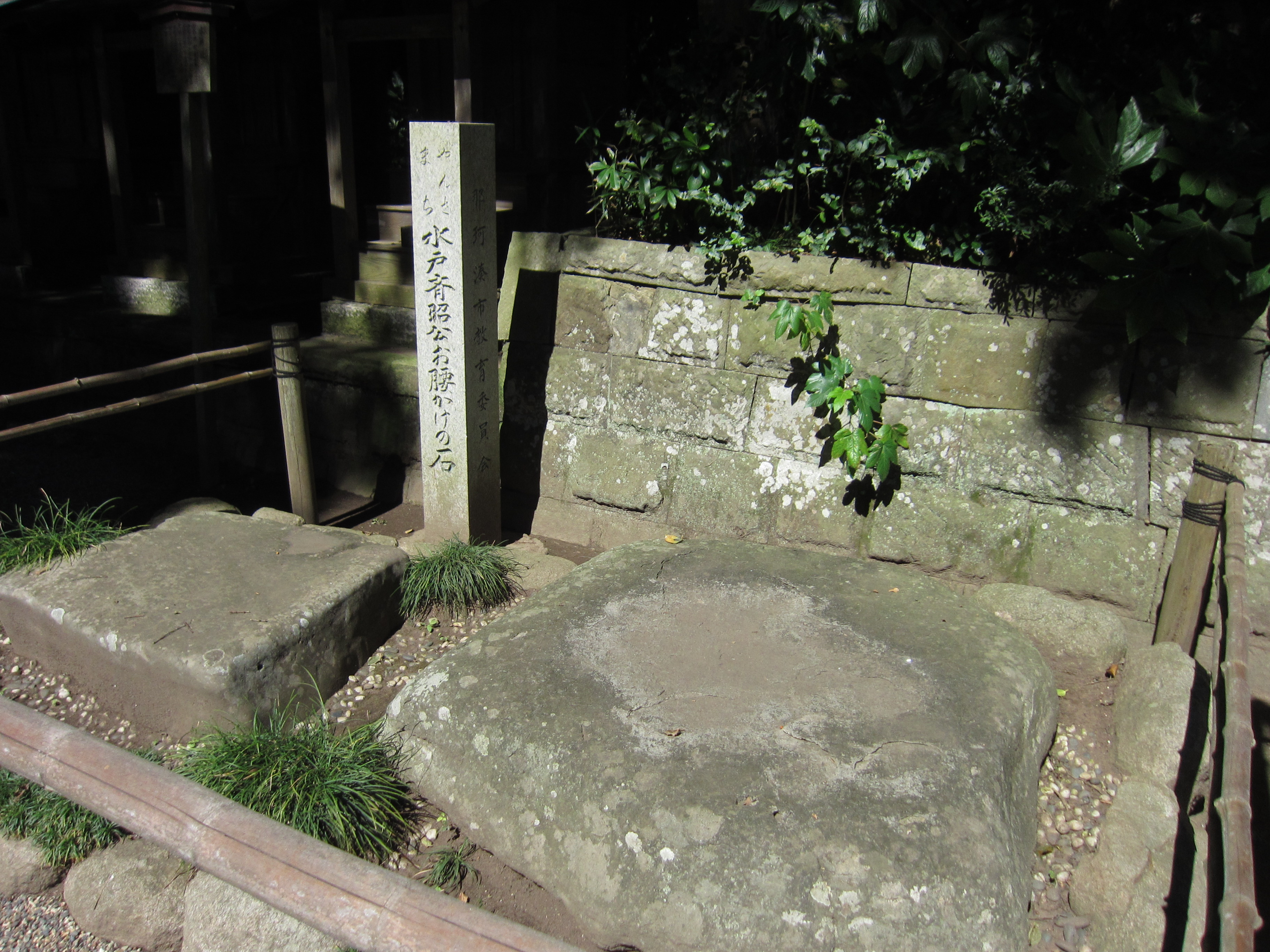
水戸斉昭公腰かけの石
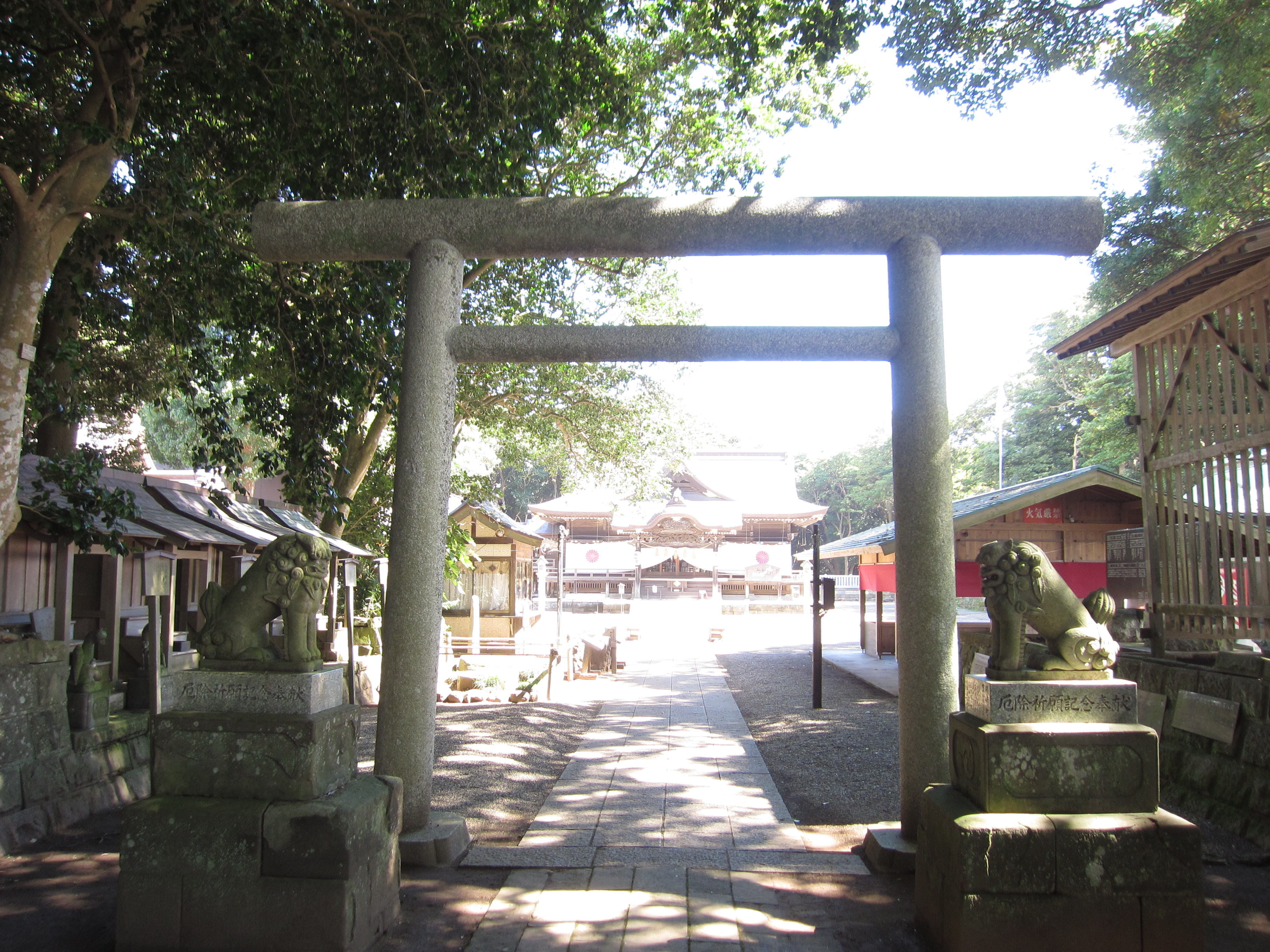
二の鳥居
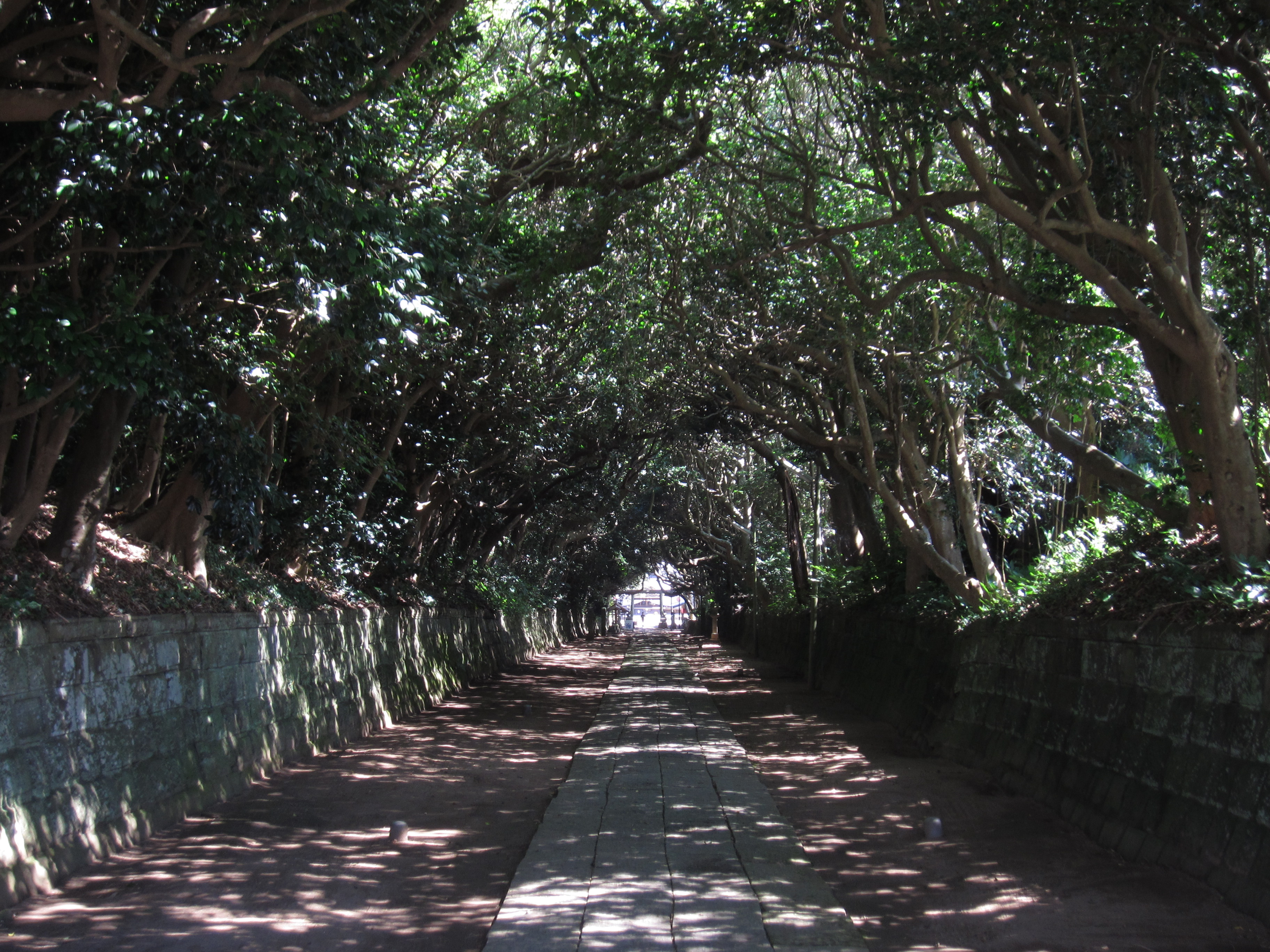
参道の樹叢（県指定天然記念物）

## 摂末社
- 酒列鎮霊社 （さかつらちんれいしゃ）

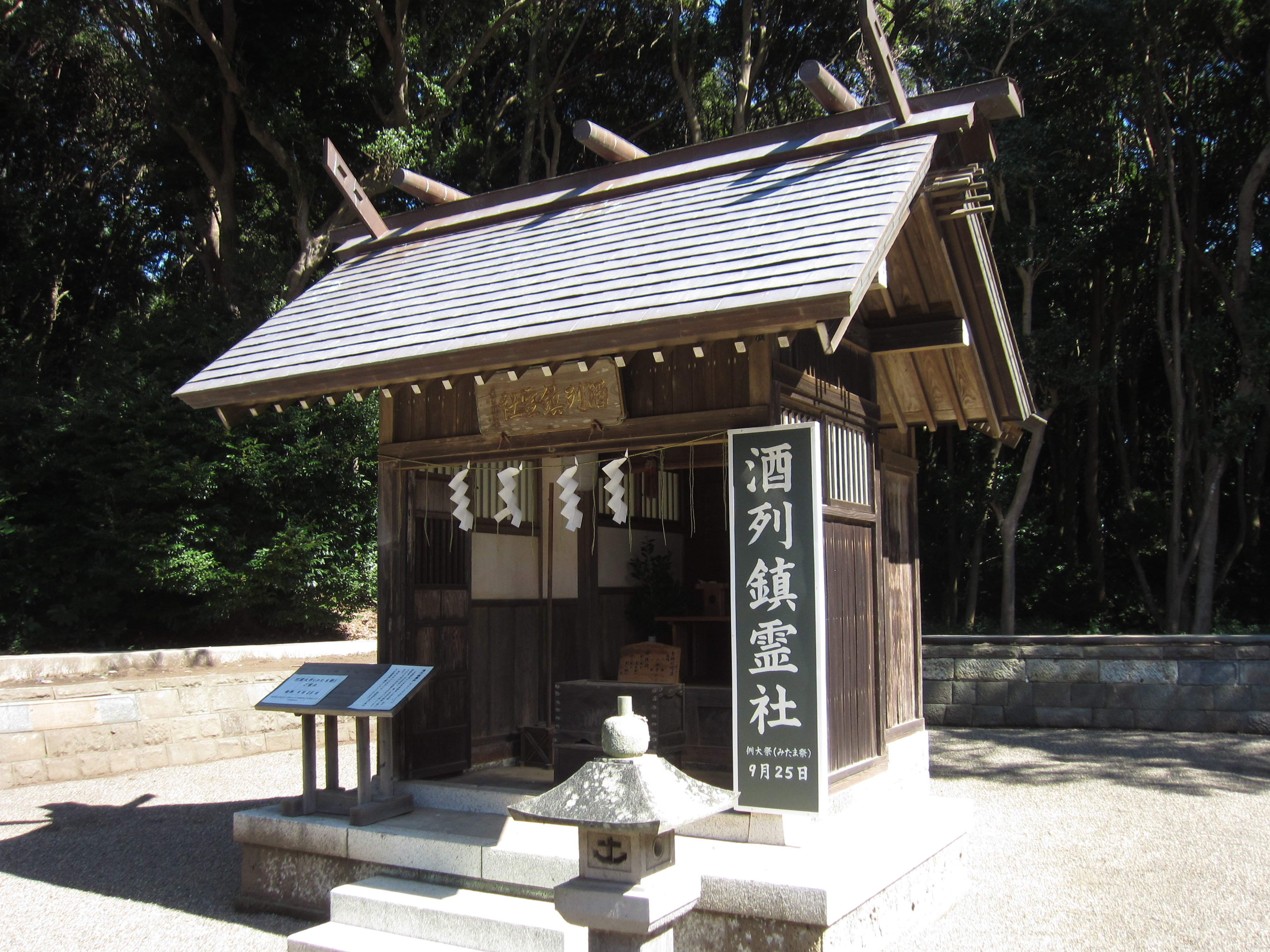
酒列鎮霊社

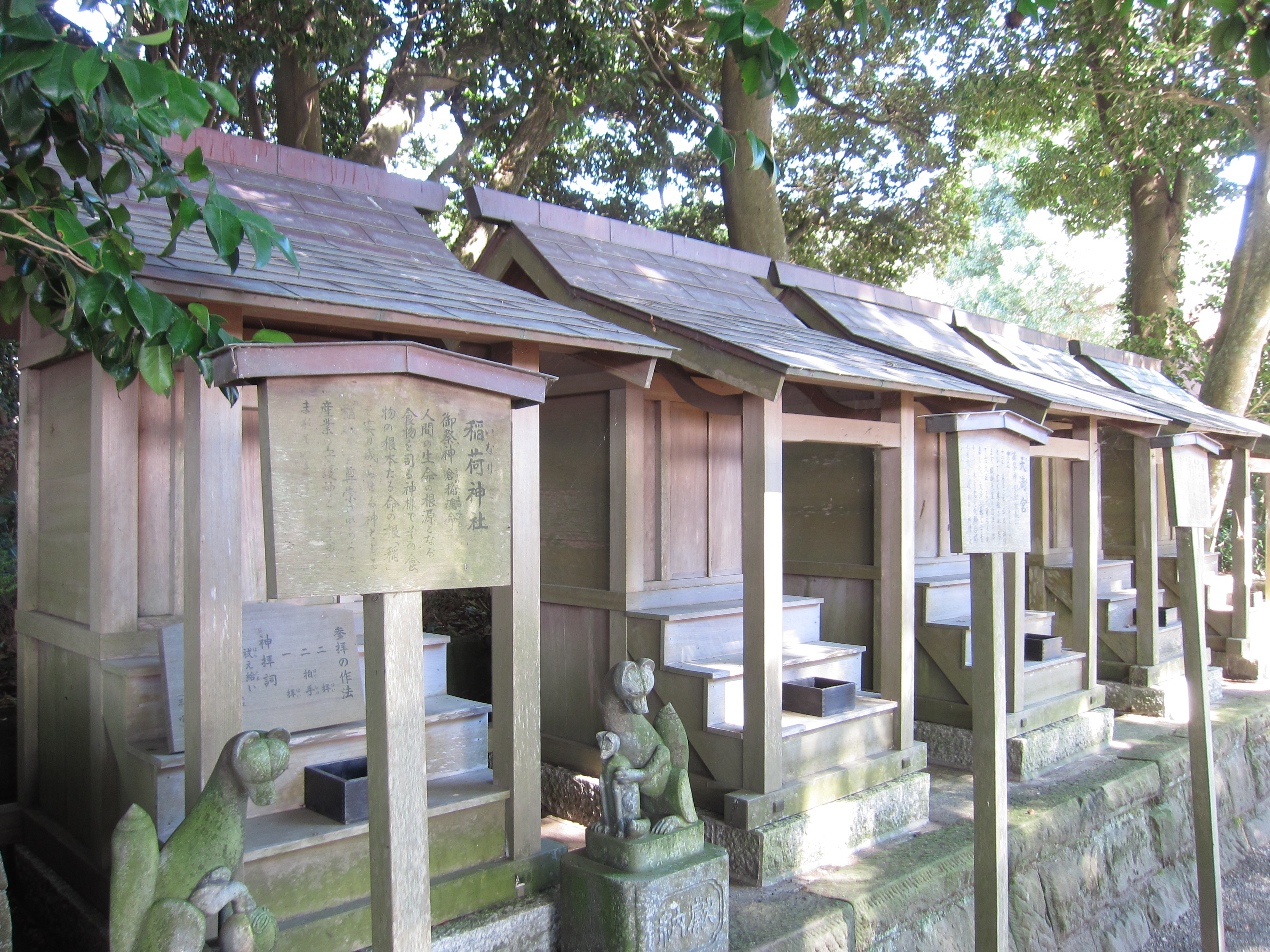
末社5社

  - 祭神：日露戦争より第二次世界大戦までの戦没者506柱

本殿の北隣に鎮座。
- 稲荷神社 -祭神：倉稲魂命
- 天満宮 - 祭神：菅原道真公
- 事比羅神社 - 祭神：大物主命
- 冨士神社 - 祭神：木花咲耶媛命。子安神として信仰されている。
- 水神社 - 祭神：罔象女命

## 文化財

### 茨城県指定天然記念物
- 酒列磯前神社の樹叢 - 参道両側や境内周辺に広がる広葉樹林（椿やタブノキ、スダジイなど）。平成17年指定。

## 現地情報
所在地
- 茨城県ひたちなか市磯崎町4607-2

交通アクセス
- 最寄駅：ひたちなか海浜鉄道湊線 阿字ヶ浦駅 （徒歩約15分） - 湊線終着駅。

周辺
- 比観亭跡 - 水戸藩が建てた東屋跡。ひたちなか市指定史跡。
- 観濤所 - 水戸藩主が選定した景勝地。ひたちなか市指定名勝。
- 川子塚古墳 - ひたちなか市指定史跡。
- 平磯白亜紀層 - 周辺海岸。県指定天然記念物。

## 関連図書
- 安津素彦・梅田義彦編集兼監修者『神道辞典』神社新報社、1968年、31頁
- 白井永二・土岐昌訓編集『神社辞典』東京堂出版、1979年、154-155頁
- 上山春平他『日本「神社」総覧』新人物往来社、1992年、68-69頁
- 『神道の本』学研、1992年、213頁